# Катилюс, Рамунас
Раму́нас Кати́люс (лит. Ramūnas Katilius; 15 октября 1935, Каунас — 5 октября 2014, Вильнюс) — советский и литовский физик, хабилитированный доктор физических наук; общественный деятель; лауреат Научной премии Литвы.

## Биография
Родился в семье учителей гимназии. Брат — архитектор Аудронис Катилюс. В 1942—1945 годах учился в начальной школе в Мариямполе, в 1946—1947 годах в Мариямпольской мужской гимназии, затем в Вильнюсе в средней школе имени Антанаса Венуолиса (1947—1954). Учился в одном классе с Томасом Венцловой. Школу окончил с золотой медалью.
В 1954—1959 годах учился на физико-математическом факультете Вильнюсского государственного университета. В 1959—1962 годах был аспирантом Института физики и математики Академии наук Литовской ССР.
Работал младшим научным сотрудником в Института физики и математики АН Литовской ССР (1962—1966), Институте полупроводников АН СССР в Ленинграде (1966—1972). В 1966 году познакомился с приехавшим в Вильнюс Иосифом Бродским, который остановился в квартире Катилюсов на улице Лейиклос, и поддерживал с поэтом дружеские связи в Ленинграде.
В 1969 году защитил диссертацию на соискание ученой степени доктора физико-математических наук. Работал научным сотрудником Физико-технического института имени А. Ф. Иоффе (1972—1988). В 1986 году защитил докторскую диссертацию.
С 1988 года работал научным сотрудником Институте физики полупроводников в Вильнюсе. В 1992—2000 годах преподавал в Университете Витаутаса Великого в Каунасе; с 1993 года профессор. В 2013 год вышел на пенсию.
Состоял членом Общества физиков Литвы, Ассоциации аналитиков нелинейных явлений Литвы, членом редакционной коллегии журнала ассоциации „Nonlinear Analysis: Modelling and Control“.
В 1990—1999 годах член правления Фонда открытой Литвы.
Был женат на Эльмире Сабировой (род. 1937); сыновья Андрюс (род. 1967) и Рамунас (род. 1971).
Умер 5 октября 2014 года. Похоронен на кладбище в Ерузале в Вильнюсе 8 октября.

## Научная деятельность
Один из создателей современной кинетической теории флуктуации. Автор многих статей и трёх монографий.

## Труды
- Statistinė fizika ir fizikinė kinetika: paskaitų konspektas. Kaunas: VDU leidykla, 1998. 171 p.
- Microwave noise in semiconductor devices / Hans Ludwig Hartnagel, Ramūnas Katilius, Arvydas Matulionis. New York: J. Wiley, 2001. 293 p.: iliustr. ISBN 0-471-38432-1
- Josifo Brodskio ryšiai su Lietuva: poeto draugų atsiminimai. Sudarė Ramūnas Katilius Vilnius: R. Paknio leidykla, 2013. 446 p.: iliustr. ISBN 978-9955-736-45-5

## Награды и звания
- 1995 Национальная научная премия Литвы за цикл работ „Fliuktuacijos ribotų matmenų puslaidininkių dariniuose (1984–1993 m.)“ (совместно с Витаутасом Барейкисом и Арвидасом Матулёнисом).